# Scharmützel

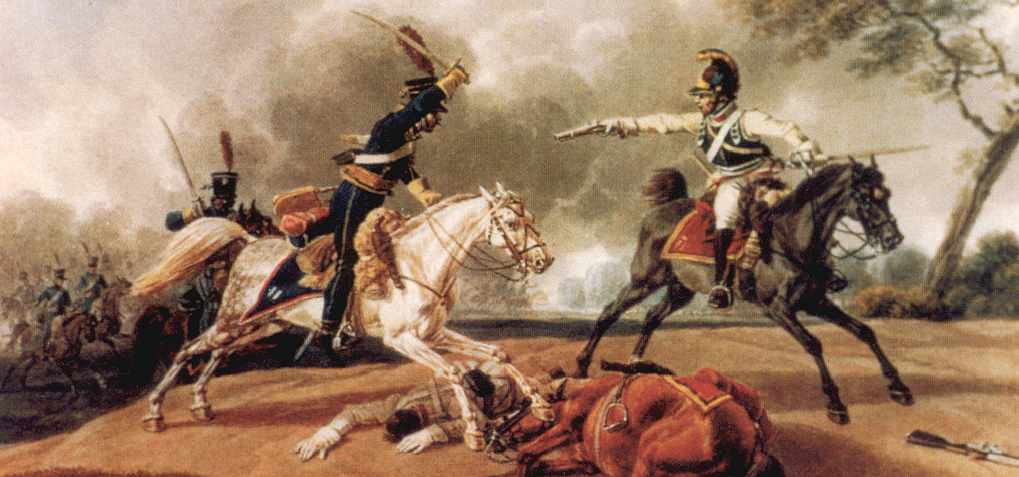
Scharmützel zwischen österreichischen Kürassieren und französischen Husaren auf einem Gemälde (1805) von Wilhelm von Kobell (1766–1855)

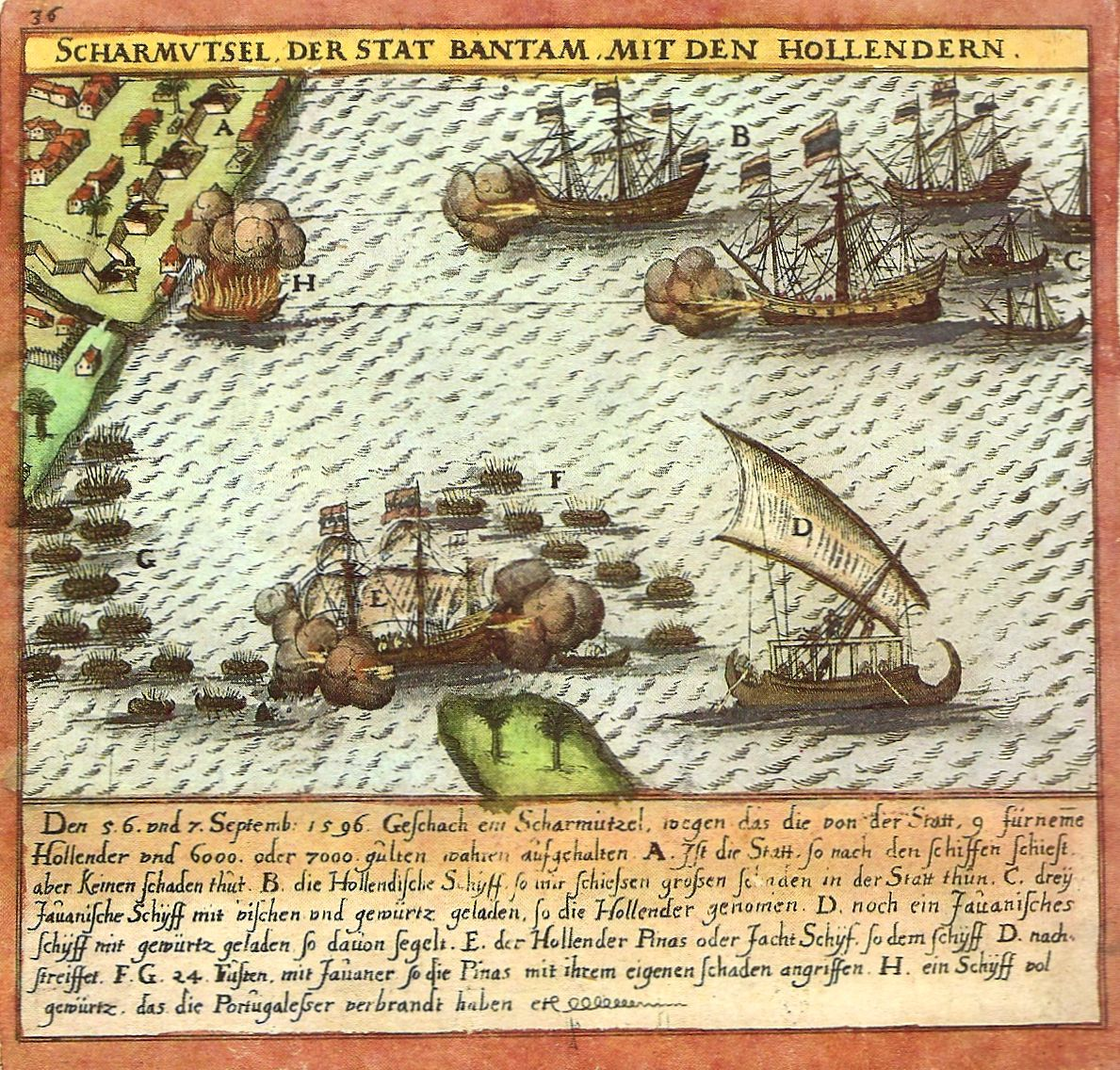
Scharmützel der Stadt Bantam (Java) mit den Holländern (1596)

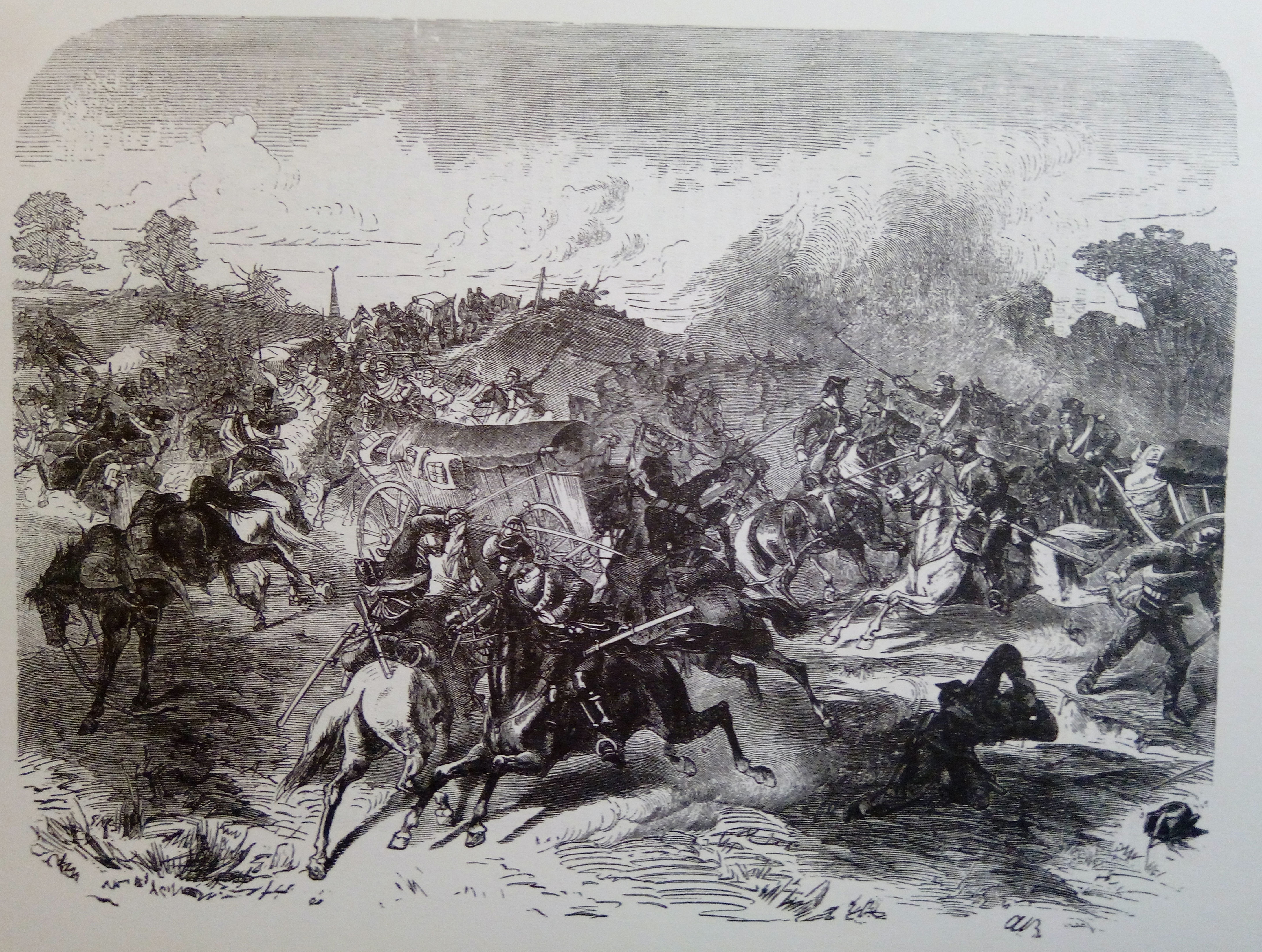
Scharmützel im Mainfeldzug (1866) bei Seligenstadt und Stockstadt

Scharmützel bezeichnet einen zeitlich und örtlich begrenzten bewaffneten Zusammenstoß (Konflikt), an dem in der Regel nur kleinere militärische Formationen beteiligt sind. Meist weicht eine der beiden gegenüberstehenden Parteien nach kurzer Zeit aus oder flieht.
Scharmützel finden häufig zwischen auf sich gestellten und/oder einander zufällig begegnenden feindlichen Einheiten (Formationen) statt, wie etwa bei Handlungen als Vorhut, Nachhut, Patrouillen oder Posten.
Ein Scharmützel (Streit) ist aufgrund seiner geringen Intensität noch kein Gefecht und vollzieht sich außerhalb einer geplanten Operation. Während das Gefecht gewissen taktischen Regeln und Abläufen folgt, wird im Scharmützel meist wild (regellos) durcheinander gekämpft; es sind mitunter keine klaren Frontlinien vorhanden.
Ein Scharmützel kann sich zu einem Gefecht oder einer Schlacht ausweiten, sofern keine der beteiligten Seiten ausweicht und beide durch herangeführte Truppen (Kräfte) Verstärkung erhalten (bspw. Schlacht von Gettysburg). Ein Scharmützel kann aber auch der Auslöser eines Krieges sein (bspw. Zwischenfall an der Marco-Polo-Brücke).

## Begriffsherkunft und -gebrauch

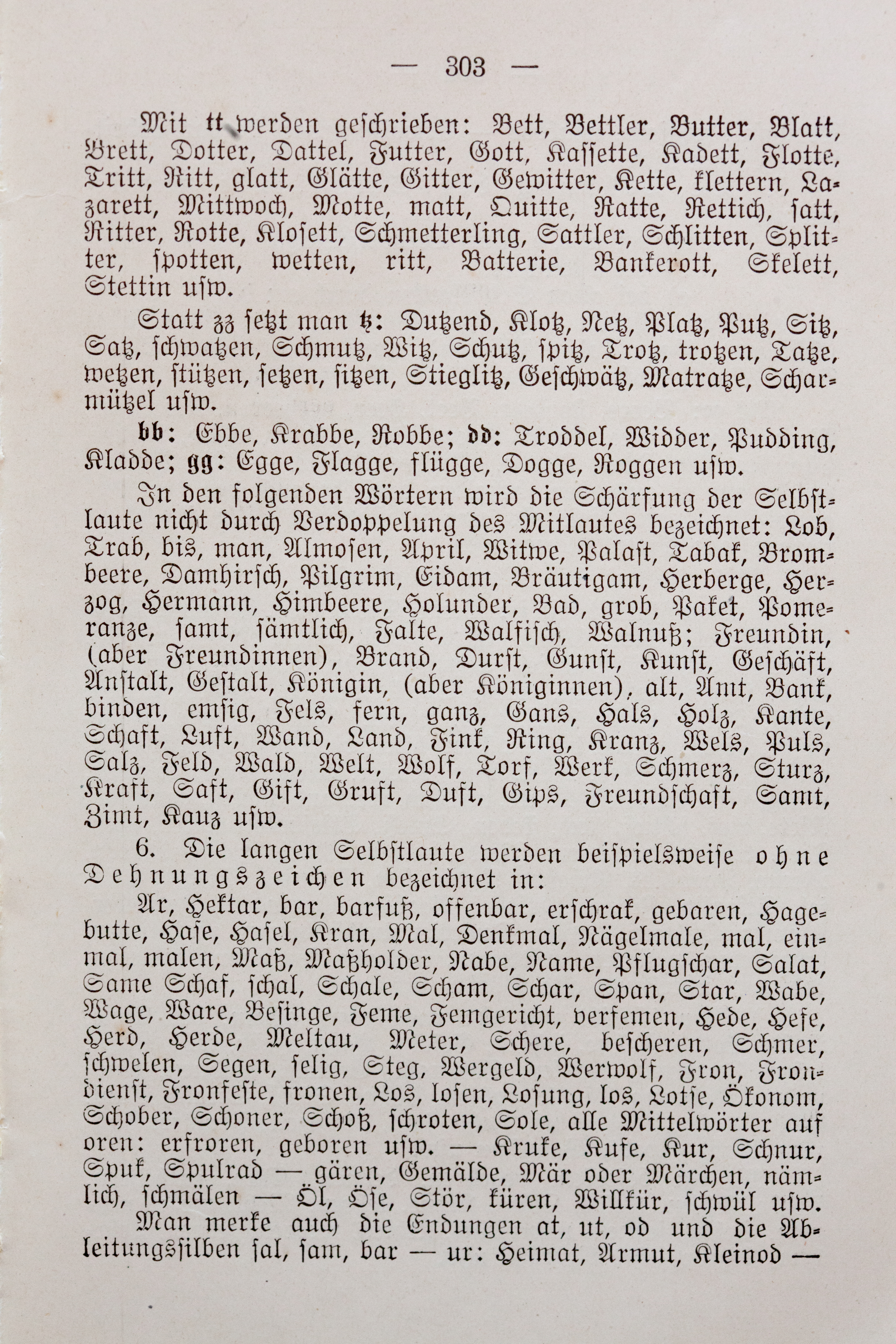
Neue Deutsche Sprachlehre 1911 von Theodor Paul – S. 303
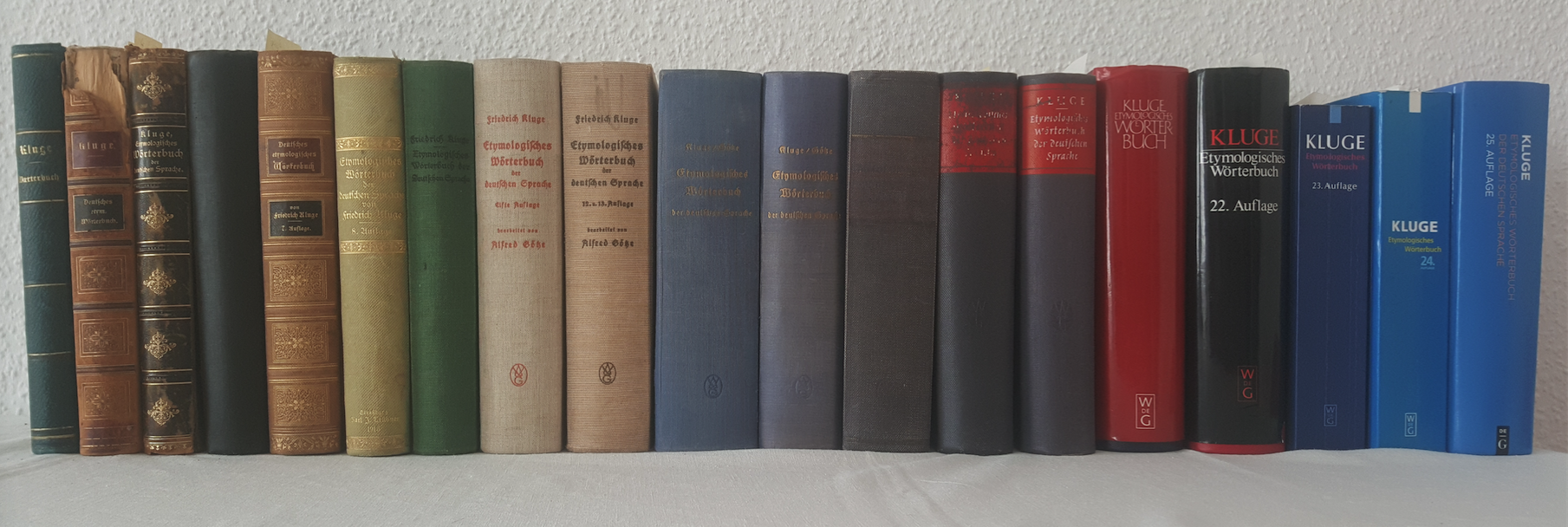
Friedrich Kluge: Etymologisches Wörterbuch 1883–2011
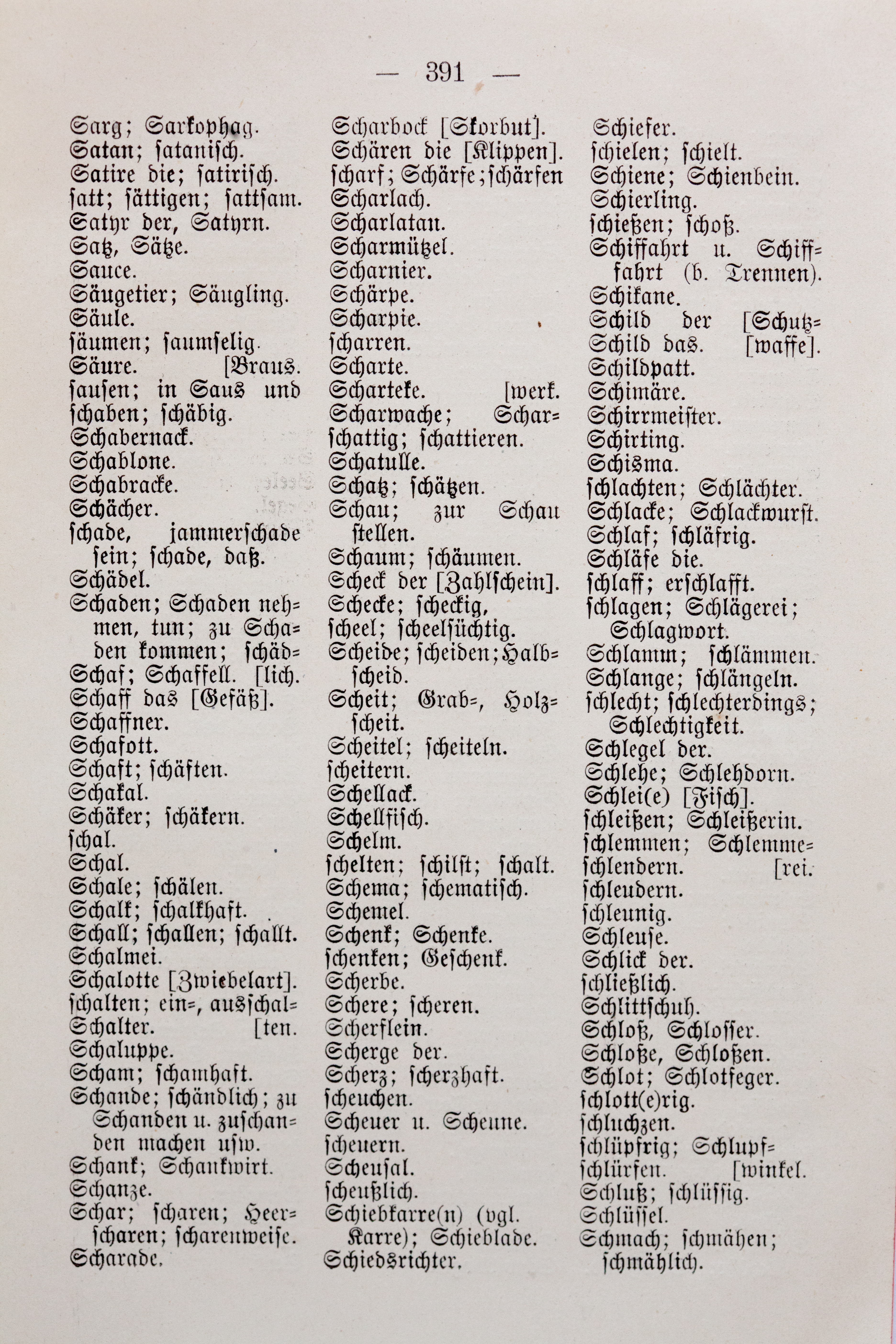
Neue Deutsche Sprachlehre 1911 von Theodor Paul – S. 391

Zur Herkunft des Begriffs Scharmützel und seinem Gebrauch ist das Folgende belegt:
- Das Wort Scharmützel ist vor dem 14. Jahrhundert in der Bedeutung von ‘Gefecht‘ (auch „Treffen“) entlehnt worden von italienisch scaramuccia; und dieses wiederum aus einer Entlehnung von germanisch Schar ‘kleiner Trupp‘ und italienisch mucciar ‘flüchten‘ zusammengesetzt.[1]
- Als Synonym zum (militärischen) Scharmützel sind Gefecht und Streit nachgewiesen, darüber hinaus Gerangel, Kampf, Reiberei, Auseinandersetzung, Plänkelei, Rangelei.[3]
- Das zugehörige Verb ist scharmützeln oder auch altertümlich scharmutzieren – ‘kleine Gefechte liefern‘ oder ‘plänkelnd fechten‘.[4]
- Etwa gleichzeitig ist aus dem französischen escarmouche ‘Geplänkel, Gefecht‘ entlehnt das englische skarmuch,[1] dessen  Version skirmish bis heute gebräuchlich ist.
- Das Wort Scharmützel wurde in der Form шармицель (Scharmitsel) ins Russische übernommen, war jedoch nach dem 18. Jahrhundert dort nicht mehr gebräuchlich.
- Im Schwedischen besteht es als skärmytsling in der ursprünglichen Bedeutung.

## Bundeswehr
Die Heeresdienstvorschrift der Bundeswehr spricht vom Begegnungsgefecht als einer der besonderen Gefechtshandlungen. Dazu kommt es, wenn Truppen überraschend auf den Feind stoßen und sofort den Kampf aufnehmen. Diese Gefechte sind besonders durch die unklare Lage und den Zwang zu raschem Handeln geprägt. Gemäß der Doktrin Führen mit Auftrag muss sich der rangälteste anwesende militärische Vorgesetzte schnellstmöglich entscheiden, ob und wie er den Kampf aufnehmen will, und selbstständig handeln. Sobald der Entschluss gefasst ist, ob und wie das Gefecht fortgesetzt werden soll, geht das Begegnungsgefecht in eine der Gefechtsarten über.